# Cystoagaricus
Genre
Cystoagaricus est un genre de champignons basidiomycètes de la famille des Psathyrellaceae, créé en 1947 par le mycologue américain Rolf Singer pour accueillir quatre espèces d'Amérique subtropicale. Morphologiquement proche du genre Psathyrella, notamment la section Pseudostropharia pro parte, dont il a été séparé sur la base de données moléculaires. Psathyrella silvestris (en y intégrant curieusement P. populina ss. Kits van Waveren) et P. hirtosquamulosa sont les deux seules  « Pseudostropharia » à rejoindre ce genre jusque là extra-européen.
L'espèce type du genre est Cystoagaricus strobilomyces.

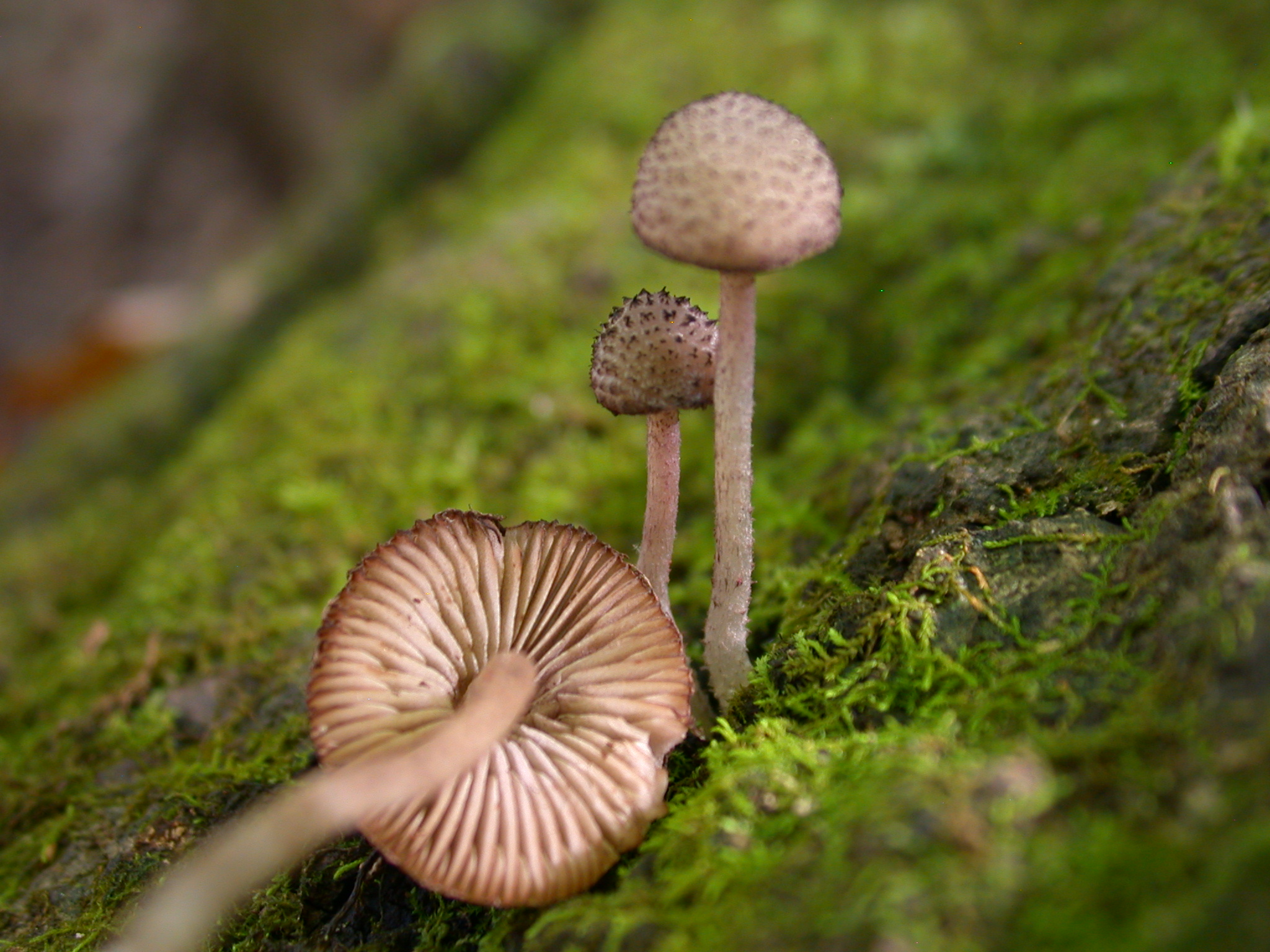
Cystoagaricus hirtosquamulosus (Peck) Örstadius & E. Larss 459251

## Liste des espèces
D'après la 10e édition de Dictionary of the Fungi (2007), ce genre comprendrait les espèces suivantes :
- Cystoagaricus hirtosquamulosus (Peck) Örstadius & E. Larss. 2015
- Cystoagaricus jujuyensis Singer 1973
- Cystoagaricus olivaceogriseus (A.H. Sm.) Örstadius & E. Larss. 2015
- Cystoagaricus sachaensis Singer 1977
- Cystoagaricus squarrosiceps (Singer) Örstadius & E. Larss. 2015
- Cystoagaricus strobilomyces (Murrill) Singer 1947
- Cystoagaricus sylvestris (Gillet) Örstadius & E. Larss. 2015
- Cystoagaricus trisulphuratus (Berk.) Singer 1947